# Deir Elbari

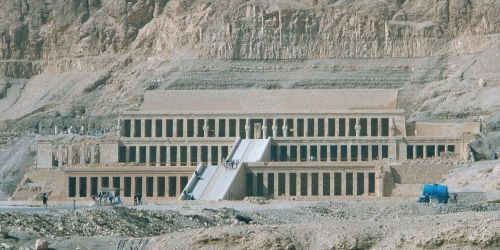
Djeser-Djeseru, no templo de Hatxepsute, ponto focal do complexo.

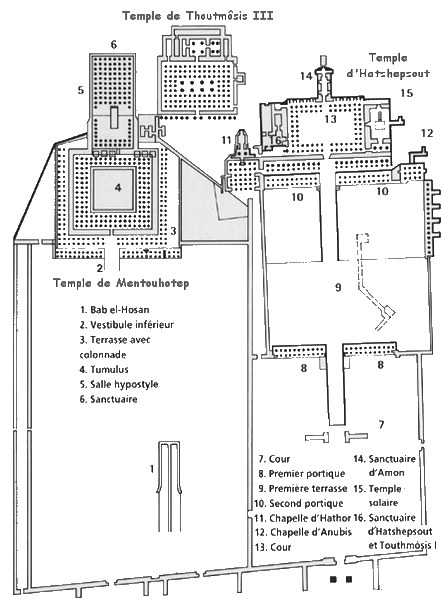
Plano do sítio de Deir Elbari

Deir Elbari ou Deir Albaari  (em árabe: الدير البحري, lit. 'ad-dayr al-Baḥrī, Deir el-Bahari ou Deir el-Bahri') é um complexo de sepulturas e templos mortuários dos antigos egípcios situados na margem ocidental do rio Nilo, no lado oposto à cidade de Luxor, no Egito.
O primeiro monumento construído no sítio foi o templo mortuário de Mentuotepe II, na XII Dinastia.
Durante a XVIII Dinastia Amenófis I e Hatexepsute também construíram no local.
O ponto focal do complexo de Deir Elbari é o Djeser-Djeseru (lit. "Santo dos Santos"), templo mortuário da rainha Hatexepsute. É uma estrutura cercada por colunas, projetada e implementada por Senemut, criado real e arquiteto da rainha (e, segundo alguns, seu amante),[carece de fontes?] para servir para seu culto póstumo e honrar a glória do deus Amom.
O Djeser-Djeseru se localiza sobre uma série de terraços cercados por colunas, que são acessados por meio de longas rampas decoradas com jardins. Foi construído dentro da face de um penhasco que se ergue sobre sua estrutura, e é considerado um dos "monumentos incomparáveis do Egito Antigo".